# Celleporaria protea
Celleporaria protea är en mossdjursart som beskrevs av Hayward 1988. Celleporaria protea ingår i släktet Celleporaria och familjen Lepraliellidae. Inga underarter finns listade i Catalogue of Life.